# Hibernians Stadium
 (février 2019).
Si vous disposez d'ouvrages ou d'articles de référence ou si vous connaissez des sites web de qualité traitant du thème abordé ici, merci de compléter l'article en donnant les références utiles à sa vérifiabilité et en les liant à la section « Notes et références ».
Hibernians Stadium est un stade multi-usage à Paola, Malte. Le terrain de foot des Hibernians a été inauguré le 9 novembre 1986. Ces derniers ne l'utilisent en revanche désormais plus pour leur matches officiels.
L'équipe de Malte de rugby a récemment commencé à utiliser ce terrain pour ses matches internationaux.

## Présentation
Grâce à ce stade, l'Hibernians FC est devenu le premier club maltais à avoir son propre terrain de football. Pour autant les Hibernians jouent désormais la plupart de leurs matches de la ligue dans le stade national de Ta' Qali, où presque tous les matchs de la Maltese Premier League sont joués. 
Le terrain est utilisé par les Hibernians pour leurs entrainements. Il est également utilisé par l'Association de Football de Malte pour accueillir des matches du Championnat de Malte de football.  
Les Hibernians ont joué leur premier match Européen sur ce terrain, le 23 juillet 1996, quand ils ont joué contre Uralmash Ekaterinbourg dans la Coupe Intertoto, perdre le match 2-1.